# Denise Biellmannová

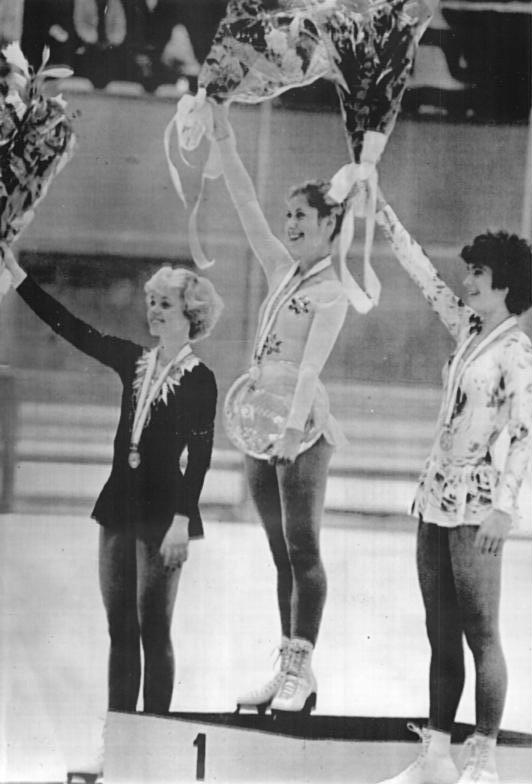
Obrázek z německého spolkového archivu – Denise Biellmanová na stupních vítězů s M. Thomasouvou a Katarinou Wittovou

Denise Biellmannová (* 11. prosince 1962, Curych, Švýcarsko) je švýcarská profesionální krasobruslařka. V roce 1981 se stala mistryní světa i mistryní Evropy v krasobruslení. Jde i o trojnásobnou amatérskou mistryni Švýcarska. Po svých úspěších roce 1981 se vydala na profesionální dráhu, kdy působila v revuálním souboru Holiday on Ice.
V roce 1978 jakožto první žena v historii skočila v soutěži na Mistrovství Evropy trojitý Lutzův skok. Byla také proslulá svými piruetami, jejíž jedna z nejobtížnějších variant dodnes nese její jméno.